# يطروفة كاملة
يطروفة كاملة أو جتروفة (الاسم العلمي: Jatropha integerrima) هي نوع من النباتات تتبع جنس اليطروفة من الفصيلة الفربيونية.